# Ejército regular
Un ejército regular es el ejército oficial de un Estado o poder legalmente constituido, por contraposición a las tropas irregulares, tales como guerrillas, ejércitos privados, mercenarios, etc. En este contexto, ejército se usa en el sentido del conjunto de las fuerzas armadas.

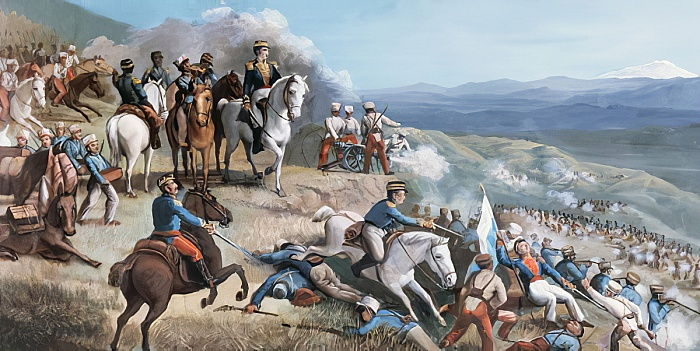
Tropas independentistas luchando contra los realistas de Agualongo. En el cuadro del puede apreciarse a Bolívar dirigiendo a su ejército regular.

El ejército regular se divide habitualmente en ejército permanente, que está continuamente sobre las armas, sin disolverse en tiempo de paz, y ejército de reserva, que se activa únicamente en caso de urgencia, como durante las guerras.
Existen dos modelos de ejército regular:
- en el ejército de leva existe servicio militar obligatorio: el ejército permanente se compone de militares profesionales, de voluntarios y de reclutas, y la reserva es obligatoria (reservistas que han concluido su servicio militar activo).
- en el ejército profesional no existe servicio militar obligatorio: el ejército permanente se compone exclusivamente de profesionales y voluntarios, y la reserva es de composición voluntaria.

En la actualidad, los ejércitos regulares están generalmente compuestos por el ejército de tierra (infantería, caballería, artillería, etc.), la Fuerza Aérea (aviación) y la marina o armada.
- Datos: Q1261096